# XML-RPC
XML-RPC (від англ. Extensible Markup Language Remote Procedure Call — XML-виклик віддалених процедур) — базується на XML стандарті (протоколі) виклику віддалених процедур, вирізняється простотою використання. XML-RPC, як і будь-який інший інтерфейс RPC, визначає набір стандартних типів даних та команд, які програміст може використовувати для доступу до функціональності іншої програми, що знаходиться на іншому комп'ютері в мережі.